# 高原

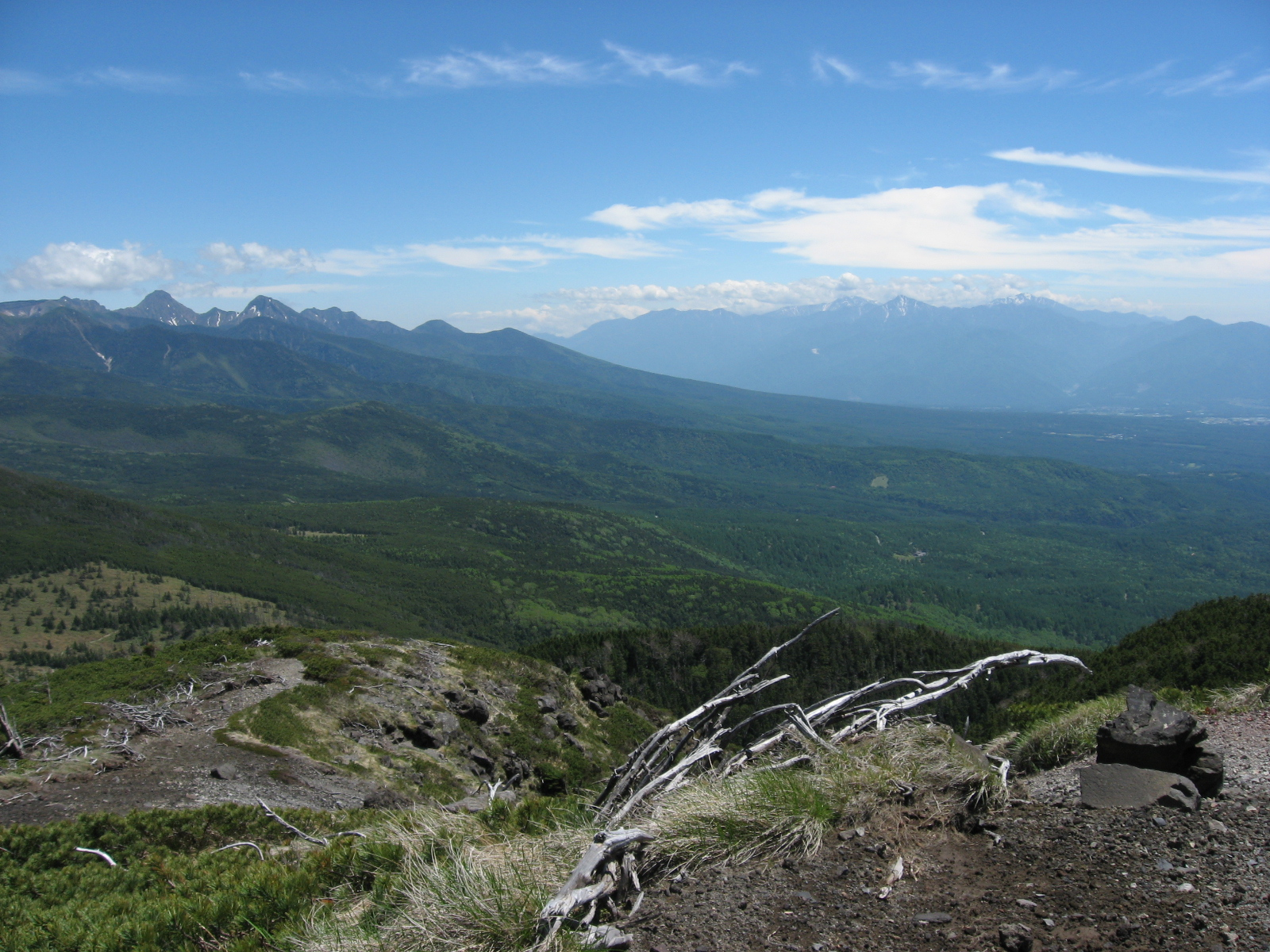
八ヶ岳西麓に広がる蓼科高原

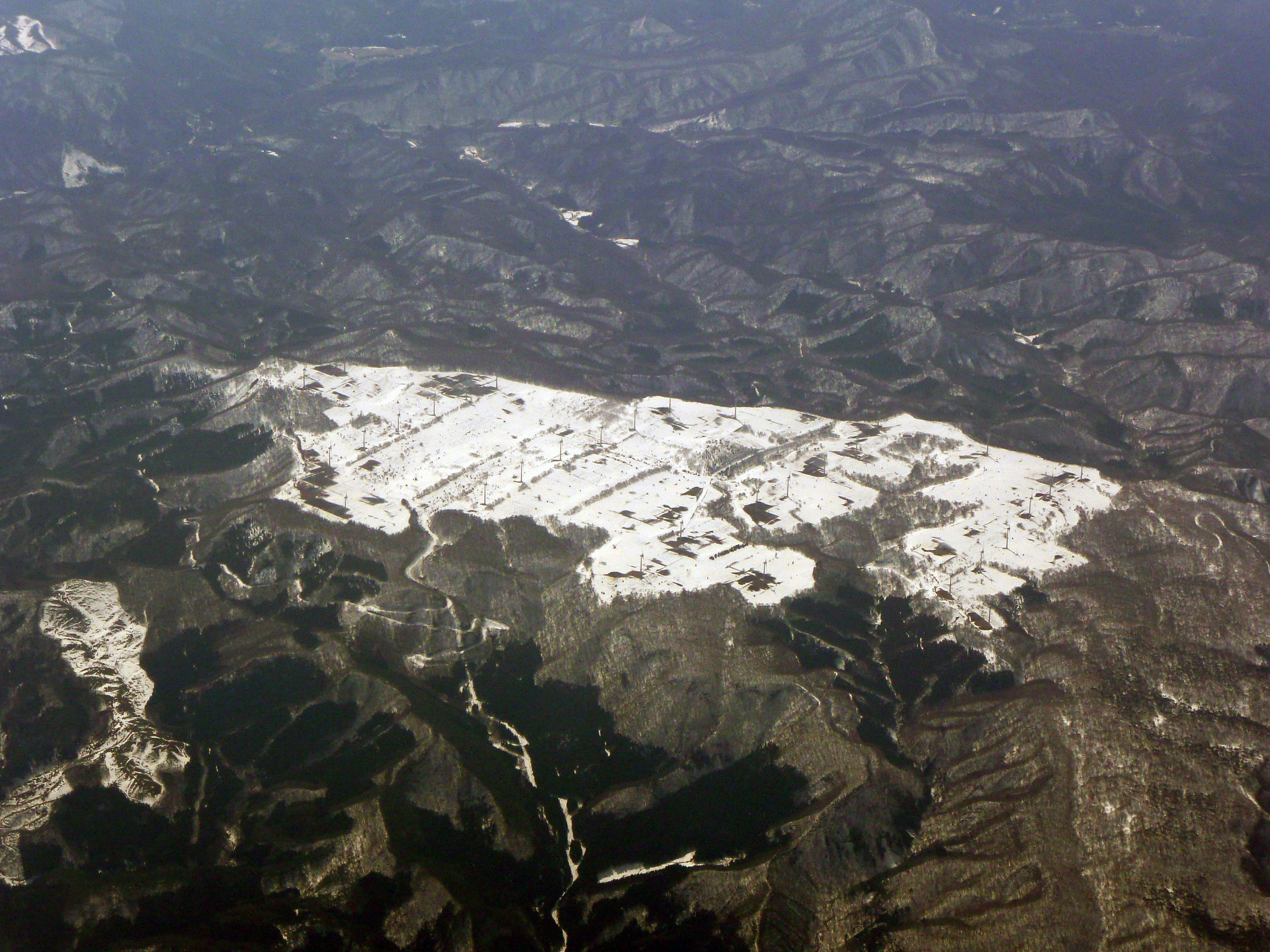
布引高原空撮。会津布引山山頂に平坦な高原が広がる。33基の風力発電風車が林立する。（2009年3月）

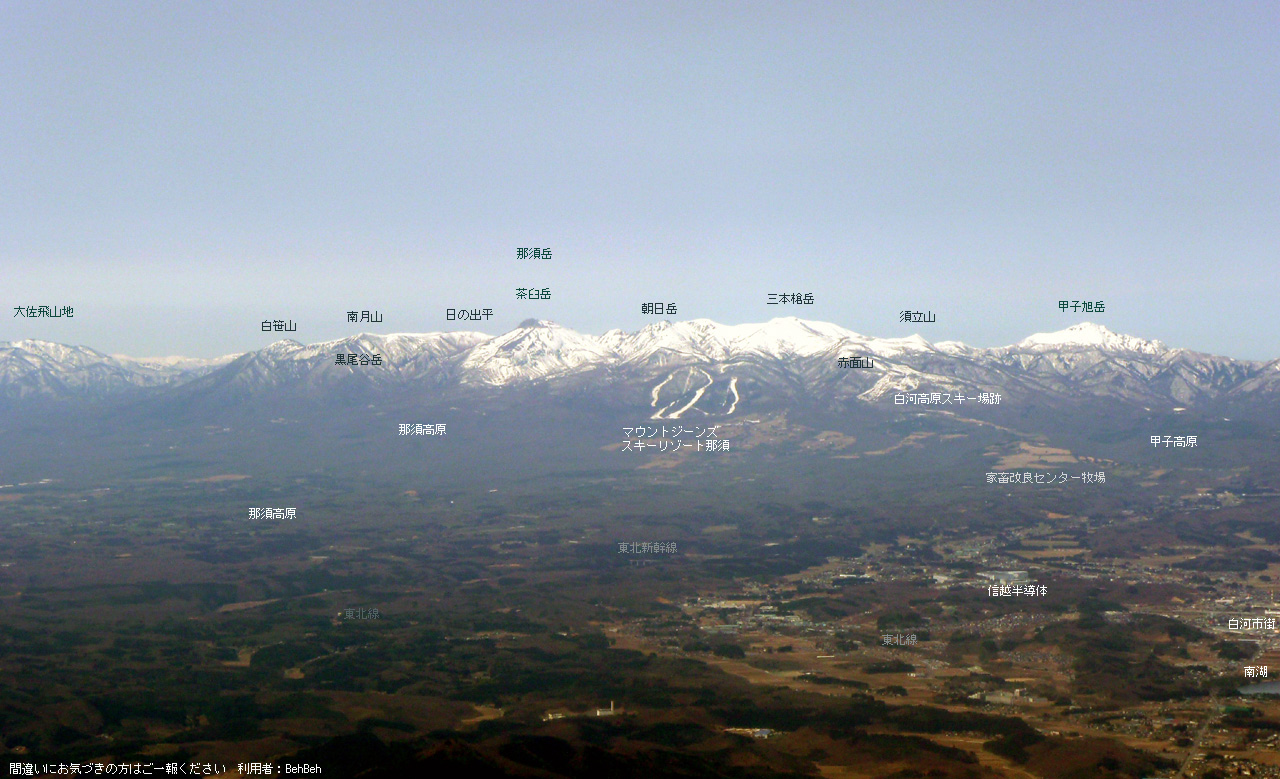
那須高原。那須岳の南山麓に広がるなだらかな裾野部分。

高原（こうげん、英: Plateau）とは、標高が高く、連続した広い平坦面を持つ地形である。

## 概要
ボーリグ（H.Baulig）は高原について「周囲から聳えているテーブル状の地形を高原」と定義しており、英語ではtable-land、Tafelland、Plateauなどの単語を当てる。ただし、ボーリグの説明文では標高の数値に関しては述べられていない。
一方、日本では「高原」の定義について、1954年（昭和29年）に地理調査所が「平坦な表面をもち、比較的小起伏で、谷の発達があまり顕著でなく、表面にまで相当の居住が営まれている山地をいう。」と定めた。
「高原」という言葉は、江戸時代以前にはなかった。「高原」という用語が初めて登場したのは、1911年（明治44年）に刊行された島崎藤村の『千曲川のスケッチ』であったが、固有の地域名として「高原」が初めて使用されたのは、軽井沢とされており、明治40年代の絵葉書に「Karuizawa Plateau（軽井沢高原）」の表記が見られる。続いて大正期に「志賀高原」、昭和初期に「蓼科高原」の表記が生まれ、後に「野辺山高原」などそのほかの地域にも冠されていった。

## 高原の利用
標高が高いことから中緯度地帯の高原は夏季でも冷涼であり、高冷地とも呼ばれる。涼しい気候を利用して、レタス・キャベツ・ハクサイ・ダイコンなどの野菜の抑制栽培が行われる。育つのが遅くなるため、他の地域で生産されたものが出回って少なくなったころに野菜を出荷する。一般に高原野菜と呼ばれる。また、夏季でも冷涼であるため、避暑地としても利用される。また冬にはスキー場となるところも多い。特にリゾート開発された場所は高原リゾートと呼ばれることもある。

### 高原作物
- コーヒー豆
- 茶
- コショウ

## 日本の高原一覧
- 陸別高原・万畳敷高原（北海道）
- 田代平高原（青森県）
- 田代平高原・高森高原・安比高原・平庭高原・上外川高原・早坂高原・塚森高原・稲庭高原・岩手高原・外山高原・区界高原・荒川高原・種山ヶ原・室根高原・夏油高原・奥中山高原・袖山高原・沢内高原・新山高原（紫波町）・新山高原（大槌町）・高清水高原・源兵衛平・寺沢高原・貞任高原・和山高原・長嶺高原・阿原山高原（岩手県）
- 栗駒高原（宮城県）
- 八幡平・須川高原（岩手県、秋田県）
- 仁賀保高原・鳥海高原・田沢湖高原・木地山高原・由利高原（秋田県）
- 蔵王坊平高原・天元台高原（山形県）
- 会津高原・甲子高原・布引高原・羽鳥湖高原・磐梯高原・阿武隈高原（福島県）
- 那須高原・八方ヶ原・霧降高原・奥日光・鬼怒川高原（栃木県）
- 玉原高原・鹿沢高原・丸沼高原（群馬県）
- 尾瀬（福島県・新潟県・群馬県）
- 麻綿原高原（千葉県）
- 陣馬高原（東京都・神奈川県）
- 芦ノ湖高原（静岡県・神奈川県）
- 湯沢高原・妙高高原（新潟県）
- 弥陀ヶ原高原・五色ヶ原・高天原・雲ノ平・餓鬼ノ田圃・内蔵助平・タンボ平・太郎兵衛平・薬師見平・白樺平・白木峰（富山県）
- 獅子吼高原・瀬女高原・大倉岳高原・千丈平（石川県）
- 森山高原・六呂師高原（福井県）
- 乙女高原・清里高原・三窪高原・水ヶ森・富士桜高原（山梨県）
- 美ヶ原・上高地・軽井沢・霧ヶ峰・志賀高原・北志賀高原・菅平高原・蓼科高原・八千穂高原・野辺山高原・乗鞍高原・富士見高原・戸隠高原・斑尾高原・黒姫高原・飯綱高原・栂池高原・聖高原・湯の丸高原・高峰高原・佐久高原・御岳高原・開田高原・木曽駒高原・駒ヶ根高原・鹿嶺高原・茶臼山高原・五輪高原・しらびそ高原（長野県）
- ひるがの高原・鈴蘭高原・数河高原・美女高原・根の上高原（岐阜県）
- 美濃三河高原（岐阜県・愛知県）
- 朝霧高原・富士裾野・伊豆高原・天城高原・十里木高原（静岡県）
- 青山高原（三重県）
- 碇高原（京都府）
- 紀泉高原（大阪府）
- 鉢伏高原・神鍋高原・瀞川平・兎和野高原・上山高原・杉ヶ沢高原・柤岡高原・美原高原・美方高原・砥峰高原・峰山高原（兵庫県）
- 大和高原・曽爾高原（奈良県）
- 生石高原（和歌山県）
- 桝水高原・河合谷高原（鳥取県）
- 石見高原（島根県）
- 蒜山高原・吉備高原・富満高原・日本原高原・大芦高原・恩原高原（岡山県）
- 八幡高原・神石高原・スコラ高原・世羅高原（広島県）
- 塩塚高原・大川原高原（徳島県）
- 美しの原高原（香川県）
- 久万高原、五段高原、大野ヶ原、姫鶴平（愛媛県）
- 天狗高原（高知県）
- 阿蘇高原・井無田高原・吉無田高原（熊本県）
- 久住高原・飯田高原・城島高原・湯平高原・塚原高原（大分県）
- 矢岳高原・えびの高原（宮崎県）
- 霧島高原（鹿児島県）

## 世界の高原
- アジア
  - モンゴル高原
  - 黄土高原
  - チベット高原
  - パミール高原
  - 雲貴高原
  - コーラート高原
  - デカン高原
  - アナトリア高原
  - 中央シベリア高原
- ヨーロッパ
  - シウジ高原
  - アジアーゴ高原
  - メセタ
  - スイス高原
  - アルデンヌ高原
- アフリカ
  - エチオピア高原
  - ケニア高原
  - ムポジ高原
- 北アメリカ
  - コロラド高原
  - メキシコ高原
- 南アメリカ
  - ブラジル高原
- オセアニア
  - アサートン高原（英語版）
- 南極
  - 南極高原